# 核桃庄乡
核桃庄乡，是中华人民共和国青海省海东市民和回族土族自治县下辖的一个乡镇级行政单位。

## 行政区划
核桃庄乡下辖以下地区：
核桃庄村、陶家村、钟家村、里长村、高崖村、排子山村、安家村、堡子村、五方村、大庄村、牙合村和大库土村。